# Les Zelles
 (juin 2023).
Si vous disposez d'ouvrages ou d'articles de référence ou si vous connaissez des sites web de qualité traitant du thème abordé ici, merci de compléter l'article en donnant les références utiles à sa vérifiabilité et en les liant à la section « Notes et références ».
En pratique : Quelles sources sont attendues ? Comment ajouter mes sources ?
Les Zelles est une entreprise de fabrication de menuiseries en PVC créée en 1992 et située à La Bresse dans le département français des (Vosges) dans la région Grand-Est.
Elle emploie plus de 600 personnes, y compris la seconde entité de Cornimont. C'est un des premiers employeurs du département.

## Histoire
L'entreprise a été créée en 1946, et modifée en 1992.
Fin 2009, elle rachète la menuiserie aluminium Eural, disposant ainsi d'un site de production complémentaire spécialisé dans l’aluminium à Bordeaux.
En 2017, elle décroche l’important contrat de la rénovation de la tour Plein-ciel, immeuble d’Annemasse, qui lui fait bénéficier d'une certaine notoriété.

## Activités
L’entreprise est spécialisée dans la fabrication de portes et fenêtres à frappe, coulissantes et oscillo-coulissantes, de volets roulants et de fermetures diverses en PVC ou en aluminium.
Environ 200 000 pièces de menuiseries PVC et aluminium sont produites chaque année dans les usines des Zelles.